# Ǜ
Ǜ (minuscule : ǜ), appelé U tréma accent grave, est une lettre latine utilisée dans l’écriture du chinois en hanyu pinyin, du bamoun et du  tutchone du Sud.
Elle est formée de la lettre U avec un tréma suscrit et un accent grave.

## Utilisation
En hanyu pinyin (système de transcription du mandarin standard), ‹ ǜ › a le même rôle que ‹ ü › (noter le son /y/ après l et n — en début de mot on écrit ‹ yu ›, après q, x et j on écrit ‹ u ›) ; l’accent grave indique en plus que la syllabe porte le quatrième ton (ton descendant).

## Représentations informatiques
Le U tréma accent grave peut être représenté avec les caractères Unicode suivants : 
- précomposé (Latin étendu additionnel) :

| formes    | représentations | chaînes de caractères | points de code | descriptions                                    |
| --------- | --------------- | --------------------- | -------------- | ----------------------------------------------- |
| capitale  | Ǜ               | Ǜ                     | U+01DB         | lettre majuscule latine u tréma et accent grave |
| minuscule | ǜ               | ǜ                     | U+01DC         | lettre minuscule latine u tréma et accent grave |

- décomposé (latin de base, diacritiques) :

| formes    | représentations | chaînes de caractères | points de code       | descriptions                                                         |
| --------- | --------------- | --------------------- | -------------------- | -------------------------------------------------------------------- |
| capitale  | Ǜ               | U◌̈◌̀                   | U+0055 U+0308 U+0300 | lettre majuscule latine u diacritique tréma diacritique accent grave |
| minuscule | ǜ               | u◌̈◌̀                   | U+0075 U+0308 U+0300 | lettre minuscule latine u diacritique tréma diacritique accent grave |